# Fonte (Vila do Corvo)
A Fonte (Vila do Corvo) é um fontanário português, do Século XVIII, localizado à Rua da Fonte, rua a que deu o nome, na Vila do Corvo, ilha do Corvo, arquipélago dos Açores.
Trata-se de uma construção de cariz utilitário que remonta ao Século XVIII e que foi sujeita a remodelações no século XIX e que se encontra protegido pela Resolução n.º 69/97, de 10 de Abril, do Governo Regional dos Açores. e faz parte do Inventário do Património Histórico e Religioso da ilha do Corvo.
Apresenta-se como um conjunto constituído formado por vestígios de uma fonte mais antiga, onde se pode ler a data de 1836 e cujos elementos se encontram inseridos na actual construção a que foi sujeita a fonte antiga de forma à sua adaptação parcial a fontanário com três bicas. É Formada por um muro em elaborado em "L". ao longo deste encontram-se antigos lavadouros de roupas e bebedouros para animais a todo o seu comprimento.
Este muro apresenta-se com cerca de dois metros e meio de altura e foi construído em alvenaria de pedra rebocada e pintada a cor branca com a excepção dos cunhais, da cornija, das molduras das bicas e dos elementos decorativos que foram elaborados em pedra à vista.